# (137039) Lisiguang
(137039) Lisiguang est un astéroïde de la ceinture principale.

## Description
(137039) Lisiguang est un astéroïde de la ceinture principale. Il fut découvert le 26 octobre 1998 à la station de Xinglong par le programme Beijing Schmidt CCD Asteroid Program. Il présente une orbite caractérisée par un demi-grand axe de 2,60 UA, une excentricité de 0,18 et une inclinaison de 14,7° par rapport à l'écliptique.

## Compléments